# Port de Bouet
Pour les articles homonymes, voir Bouet.
Ne doit pas être confondu avec Port-Bouët.
Le port de Bouet, ou port de Bouët (Pòrt de Boet en catalan), est un col pédestre de la chaîne pyrénéenne à 2 509 ou 2 511 m d'altitude à la frontière entre la France (département de l'Ariège, Occitanie) à l'est et l'Espagne (Pallars Sobirà, Catalogne) à l'ouest.

## Toponymie
Le qualificatif de « port » (latin portus) désigne un col dans les Pyrénées.

## Géographie
Situé à l'altitude de 2 509 ou 2 511 m dans le massif du Montcalm, le col permet de joindre uniquement par voie pédestre la vallée du ruisseau de Soulcem (Ariège) (commune d'Auzat) à l'est et la vallée de la Noguera de Vallferrera (commune d'Alins) à l'ouest.

## Histoire
En limite sud du comté de Foix, le port de Bouet constitue dès la fin du XIIe siècle un passage certes difficile d'accès mais néanmoins majeur. Il permet le contrôle et la taxation des échanges commerciaux transpyrénéens et les expéditions militaires vers les territoires vassalisés des comtes de Foix, notamment la vicomté de Castelbon.

## Activités

### Randonnée
Sur le versant espagnol, en contrebas de la source de la Noguera de Vall Ferrera, se trouve le refuge gardé de Vall Ferrera (60 places) à 1 902 m d'altitude (42° 37′ 30″ N, 1° 23′ 16″ E).
Sur le versant français, le GRT 62 parvient au port après avoir longé l'étang de la Soucarrane en contrebas.

### Culture
Chaque dernier samedi d'août, si le temps le permet, est organisé un marché de dégustation et de vente de produits régionaux apportés à dos d'âne ou de cheval. Cette trobada est aussi un échange culturel et festif organisé par le parc naturel de l'Alt Pirineu et le parc naturel régional des Pyrénées ariégeoises.